# Check List
Check List è una rivista scientifica ad accesso libero e sottoposta a revisione paritaria, che si occupa di zoologia, botanica e micologia. Essa pubblica elenchi annotati di specie, note sulla distribuzione geografica, recensioni di libri e articoli di forum. La rivista è stata fondata nel 2005 con l'obiettivo di pubblicare inventari essenziali per gli studi di biogeografia e fornire una base di riferimento per gli studi sulla biologia della conservazione. Dal 2017 è pubblicata dalla Pensoft Publishers.

## Indicizzazione
Gli abstract e gli articoli della rivista sono indicizzati da: EBSCOhost, Scopus, The Zoological Record, Directory of Open Access Journals (DOAJ)  e Index Copernicus.
La rivista è membro dell'Associazione brasiliana degli editori scientifici e del Committee on Publication Ethics (COPE).